# Гелештій-Ной
Гелештій-Ной (рум. Găleștii Noi) — село у Страшенському районі Молдови. Входить до складу комуни, адміністративним центром якої є село Гелешть.

## Населення
За даними перепису населення 2004 року у селі проживали 1199 осіб.
Національний склад населення села:
| Національність       | Кількість осіб | Відсоток   |
| -------------------- | -------------- | ---------- |
| молдавани румуни     | 1193 1         | 99,5% 0,1% |
| українці             | 3              | 0,3%       |
| росіяни              | 1              | 0,1%       |
| інша / без відповіді | 1              | 0,1%       |
| Всього               | 1199           | 100%       |